# That Don't Impress Me Much
That Don't Impress Me Much è un brano musicale della cantante canadese Shania Twain. È il sesto singolo country, estratto dal suo album del 1997 Come on Over, anche se soltanto il quarto destinato anche al mercato internazionale. La canzone è stata scritta da Robert John "Mutt" Lange e Shania Twain, e fu originariamente pubblicata per la trasmissione radiofonica nel 1998.
Nel testo del brano, la protagonista descrive tre uomini: un so-tutto-io (che definisce ironicamente un "ingegnere aerospaziale"), un uomo attento al suo aspetto (che definisce "Brad Pitt") e un uomo ossessionato dalla sua auto. La protagonista del brano sostiene che, sebbene questi uomini abbiano dei vantaggi, lei cerca qualcuno con il 'tocco' giusto, che non la faccia sentire sola nelle fredde e lunghe notti.
Il brano è diventato il terzo più grande risultato della cantante nella Billboard Hot 100, ed è considerato uno dei brani più conosciuti della cantante.

## Video musicale
Il video musicale è stato girato nel deserto del Mojave, al "El Mirage Dry Lake" e a Barstow, California, ed è stato diretto da Paul Boyd il 3 e il 4 novembre 1998. Il video è stato poi pubblicato il 2 dicembre 1998. Nel video la cantante, vestita con un lungo abito leopardato con cappuccio e valigia coordinata, cammina lungo il deserto, facendo occasionalmente l'autostop ai pochi mezzi di passaggio. Il primo uomo che si ferma a offrirle un passaggio è un motociclista e poi a seguire, un camionista, un uomo in macchina, un altro in jeep ed infine un affascinante beduino a cavallo. In tutte le occasioni, Shania rifiuta il passaggio, evidentemente non impressionata dal proponente (come suggerisce il testo della canzone). Il video ha vinto il riconoscimento come "Video dell'anno" sia al Canadian Country Music Awards che al MuchMoreMusic Award nel 1999.

## Tracce
CD-Maxi (Mercury 566 963-2)
1. That Don't Impress Me Much (Dance Mix Edit) 3:59
2. From This Moment On (Tempo Mix) 4:03
3. From This Moment On (Dance Mix) 6:22
4. Honey, I'm Home (Live / Direct TV Mix) 3:46

CD-Single (Mercury 566 962-2)
1. That Don't Impress Me Much (Dance Mix Edit) 3:59
2. From This Moment On (Tempo Mix) 4:03

## Versioni ufficiali
- Original Album Version (3:38)
- International Version / AC Version (3:38)
- Greatest Hits Version (4:28)
- Dance Mix Edit / North American International Version (3:59)
- Dance Mix / India Mix (4:43)
- Live from Dallas (3:45)

## Classifiche internazionali
| Classifica                                  | Posizione massima |
| ------------------------------------------- | ----------------- |
| Australian ARIA Charts                      | 2                 |
| Austrian Singles Chart                      | 3                 |
| Belgian Ultratop 50 Singles Chart           | 1                 |
| Canadian Singles Chart                      | 5                 |
| Canada RPM Country Singles                  | 1                 |
| Dutch Singles Chart                         | 2                 |
| Finnish Singles Chart                       | 3                 |
| French Singles Chart                        | 12                |
| German Singles Chart                        | 8                 |
| Irish Singles Chart                         | 1                 |
| Italian Singles Chart                       | 12                |
| Latvian Airplay Chart                       | 3                 |
| New Zealand RIANZ Singles Chart             | 1                 |
| Polonia                                     | 5                 |
| Norwegian Singles Chart                     | 1                 |
| Swedish Singles Chart                       | 3                 |
| Swiss Singles Chart                         | 6                 |
| UK Singles Chart                            | 3                 |
| U.S. Billboard Hot Country Singles & Tracks | 8                 |
| U.S. Billboard Adult Contemporary           | 8                 |
| U.S. Billboard Hot 100                      | 7                 |
| U.S. Billboard Top 40 Tracks                | 5                 |
| U.S. Billboard Top 40 Mainstream            | 5                 |
| U.S. Billboard Adult Top 40                 | 6                 |